# Toño Naharro
Antonio Naharro Navarro más conocido como Toño Naharro, (Navarrete, 2 de noviembre de 1967) es un artesano alfarero ceramista español. Durante su carrera ha recibido el reconocimiento de varios premios.

## Trayectoria
Desciende de una familia que se ha dedicado al oficio del barro y el torno desde hace más de cien años. Es hijo de Antonio Naharro Flores de quien aprendió el oficio del barro y la alfarería del torno, y empezó a trabajar a los 19 años de forma profesional. Durante dos años, se dedicó a formar a presos en el sistema penitenciario de Logroño y colabora con el proyecto "Viaje hacia la vida" enseñando el torno a mujeres alfareras en Mauritania.
Estudió en la Escuela de Cerámica de Logroño y empezó su carrera como alfarero y el oficio del barro en 1982. Desde ese momento, ha realizado una variedad de exposiciones de cerámica creativa. En 2012, creó su propio taller de alfarería al que llamó "Alma de Cántaro" donde elabora cada pieza de forma manual, pintada y horneada, enfocando su trabajo a la cerámica contemporánea, vajílleria de autor y alfarería tradicional en La Rioja. Además, trabaja el rescate de la alfarería vasca y navarra, ya extinguida, y rescata piezas tradicionales a partir de la cerámica artística. Dedica su trabajo a mezclar la artesanía tradicional, la innovación y el diseño.
A lo largo de su carrera, ha realizado exposiciones de sus obras en todo el Estado, como la llamada Arte en la Tierra, en 2018, vinculada estrechamente a la corriente Land Art. Ese mismo año, Naharro colaboró con la performance Picassium. En 2019, formó parte de los seleccionados para la Bienal Internacional de Cerámica de Manises con la pieza llamada Gran Medida. En 2019 Naharro creó distintos diseños para el Hotel Barceló Sitges y el Hotel Boutique Grañón.  En 2020 diseñó y creó pieza se fue la imagen del perfume Loewe para China-2020.

## Obra destacada
- Bypass presentada en 2018 en la X Feria Nacional de Alfarería y Cerámica.[7]
- Ando-Evolución-Ando en 2018 Galería Pepa Jordana Madrid.[13]
- Exposición en 2017 de interpretación de Bellarmina Avilés.
- Evolución-ando 2017 Galería Martínez Glera Entrena, La Rioja.
- Filtro purificador de agua en 2014 en la V Feria Nacional de Alfarería y Cerámica.[14]
- Desde la azotea en 2021 como artista invitado de la Feria Internacional de Escultura Contemporánea SCULTO.[15]

## Reconocimientos
Durante su carrera, Naharro ha recibido varios premios nacionales. Así, en 2008 consiguió el primer premio de pieza única en la XXIII Feria Nacional de Alfarería y Cerámica de Zamora, que entrega el Ayuntamiento de Zamora, participando con una pieza llamada Caracolera. En 2013, el Ayuntamiento de Navarrete le entregó el premio en la V Feria Nacional de Alfarería y Cerámica (NACE), por la pieza Filtro purificador de agua.
Otro de los reconocimientos relevantes en la trayectoria de Naharro es el mural Tierra que se elaboró en conjunto con 15 artistas artesanos en 2016 y que cuenta la historia de los cuatro elementos de la naturaleza (tierra, agua, fuego y aire), a través del arte de la alfarería y la cerámica.
En el año 2018, ganó el premio de pieza única de la X Feria Nacional de Alfarería y Cerámica (NACE), con la obra Bypass.
En 2021 participó como artista invitado en Feria Internacional de escultura contemporánea (SCULTO), con una de esculturas de cerámica de mediano y gran tamaño llamada Desde la azotea representadas por cabezas destacando lo que sucede en la parte superior de cada pieza.